# Commando Black Tigers
Commando Black Tigers è un film del 1978 diretto da Ted Post.

## Trama
John T. Booker è il leader dei Black Tigers, squadrone speciale per le missioni dedicate in Vietnam. La sua squadra viene incaricata di un'ultima missione esplosiva in un campo nemico, ma l'elicottero che avrebbe dovuto portarli indietro non si è fatto trovare. È il primo indizio che qualcosa non quadra. 
Cinque anni dopo, a guerra finita, ritroviamo lo squadrone sciolto, ma stranamente ognuno dei membri comincia a morire in circostanze misteriose, apparentemente fortuite. Booker viene avvicinato da una giornalista, Margaret, che lo aiuta a indagare sulla faccenda. Intuita la situazione, il nostro cerca di rintracciare i propri ex compagni. Tra un attentato e l'altro, Booker si vendicherà del mandante degli omicidi, il corrotto Conrad Morgan.